# شيري لو
شيري لو هي ممثلة فلبينية، ولدت في 30 ديسمبر 1982 في الفلبين.

## وصلات خارجية
- شيري لو على موقع IMDb (الإنجليزية)
- شيري لو على موقع قاعدة بيانات الفيلم (الإنجليزية)